# Psapharochrus piperatus
Psapharochrus piperatus är en skalbaggsart som först beskrevs av Charles Joseph Gahan 1892.  Psapharochrus piperatus ingår i släktet Psapharochrus och familjen långhorningar. Inga underarter finns listade i Catalogue of Life.